# Kleio (tijdschrift)
Kleio, genoemd naar de gelijknamige Muze van de geschiedschrijving, is de naam van een Belgisch Nederlandstalig vaktijdschrift, met als specifieke doelgroep de leerkrachten klassieke talen Grieks en/of Latijn, zowel in het Vlaamse Algemeen secundair onderwijs als in de Nederlandse gymnasia. 
Het tijdschrift wordt sinds 1971 uitgegeven, oorspronkelijk door het departement Klassieke Studies van de Katholieke Universiteit Leuven en nadien door Garant.